# Jonathan Archer
Jonathan Archer es un personaje ficticio de la franquicia Star Trek, apareciendo principalmente como el protagonista de la serie de televisión Star Trek: Enterprise (2001-2005), siendo interpretado por Scott Bakula. Era el capitán de nave estelar Enterprise NX-01 desde 2151 a 2161. Archer también jugó un papel importante en la formación de la Flota Estelar y la Federación Unida de Planetas, y más tarde fue presidente posterior de la misma. Pasó muchos años de su vida en San Francisco, California.
Archer sería llamado "El explorador más grande del siglo XXII" por el historiador John Gill. Dos planetas fueron bautizados en su honor: el planeta Archer IV, y el planeta Archer, en el Sector Gamma Triangula. Una nave estelar también sería bautizada en su honor, el USS Archer (NCC-44278).
El deporte favorito de Archer era el waterpolo y tenía un perro de la raza Beagle llamado Porthos.

## Biografía
Hijo del famoso ingeniero warp Henry Archer y de su esposa Sally, Archer nació en el norte del estado de Nueva York. Su sueño de explorar empezó desde niño. Después de ir a vivir a San Francisco, donde afirmaba haber pasado la mayoría de su vida. Se unió a la Flota Estelar. Creció con gran desconfianza hacia los vulcanos, ya que consideraba que habían entorpecido el progreso de la Humanidad, particularmente con respecto al motor warp de su padre.
En la Flota Estelar trabajó como piloto de pruebas del programa warp NX con personas como A.G. Robinson, Duvall y Gardner (todos mencionados en "First Flight"; se ha supuesto que este Gardner es el que llega a Almirante cuando el almirante Forrest muere en "The Forge"). Robinson puso al límite una nave de prueba, que terminó en su destrucción. Los vulcanos recomendaron la suspensión de los vuelos de prueba, idea con la cual la Flota estuvo de acuerdo, hasta que el Teniente. Charles "Trip" Tucker III (que ascendió a comandante después, bajo el mando de Archer) arregló el problema de la mezcla de combustible. Tras esto, Robinson y Archer robaron la nave de prueba para demostrar que el motor estaba listo.
Aunque Archer fue suspendido por este el acto, creyó que era un riesgo necesario, y al final logró asegurar su papel como capitán del Enterprise NX-01, la primera nave estelar con capacidad Warp 5 de la Humanidad.

## Temporadas 1 y 2: El Explorador
Jonathan Archer comienza sus andanzas como un hombre que adora viajar entre las estrellas, se da cuenta de que ser capitán es un deber más grande que ser un simple explorador y astrónomo. Rápidamente se topa con especies de todas partes del universo cercano, unos violentos, la mayoría, y otros pacíficos. Las reyertas con los Mazzaritas, Tholianos, Suliban y Klingon hacen entender a Archer que debe adoptar una posición más firme. 
Además, se entera de que su trabajo como capitán debe incluir un rol diplomático. Durante las dos primeras temporadas de la serie, está algo con el papel, especialmente en "A night at sickbay" donde un grupo de alienígenas "envenena" a su perro.
Mientras el capitán desempeña su papel de explorador, se granjea enemigos de una raza guerrera a quienes veremos una y otra vez en los años por venir: los Klingon. En una disputa con el imperio Klingon en 2152, Archer es condenado y sentenciado al exilio en Rura Penthe. Tras su fuga, se puso precio a su cabeza y las tensiones con el imperio de Klingon aumentaron.
Durante esta Era, Archer tuvo la distinción de hacer el primer contacto oficial con docenas de especies alienígenas, incluidas los Andorianos, los Axanar, los Sulibanes, los Romulanos, los Tandaranos, los Tellaritas, los Tholianos y, por último, los Xindi.
Como acto negativo, comentar la destrucción en la T2 de un astillero automatizado, con decenas de seres inconscientes en su interior, que se justifica al final del capítulo con un vago argumento de que "probablemente" llevaban allí años, por lo que estarían casi muertos, sin comprobarlo ni confirmarlo.

## Temporada 3: La Expansión
Con el ataque de Xindi de 2154, Archer cambió totalmente, convirtiéndose en alguien que trataba de encontrar y enfrentarse a los autores de este ataque, en el que murieron 7 millones de personas. Esto le presionó para que cometiera actos moralmente cuestionables, en el intento de preservar la Tierra. También le cambió de un capitán simpático, a uno dispuesto a cualquier cosa con tal de llegar a cumplir su misión.
Mientras llevaba a cabo la misión de localizar a los Xindi, Archer fue transformado brevemente en un miembro de la ya extinta especie Loque'eque por medio de un virus mutagénico. Fue atacado por parásitos subespaciales, lo que dio lugar a una línea de tiempo alternativa en el que la misión del Enterprise NX-01 falla y la Tierra es aniquilada, al igual que la Humanidad.("Twilight"). 
Con la ayuda del Tripulante Daniels, Archer y T'Pol viajan en el tiempo hasta Detroit al año 2004, para prevenir el lanzamiento de una bioarma de la subespecie Reptiliana de los Xindi ("Carpenter's Street"). 
Al final de la tercera temporada, Archer presuntamente muere al destruir la superarma Xindi; sin embargo, es transportado hacia comienzos de 1940, al igual que el Enterprise NX-01.
El personaje comete muchos actos repudiables, que incluyen torturar a un preso en "Anomaly", dejar varados a 86 alienígenas para robar su única bobina warp"Damage" y clonar a Trip para usar al clon y extraer el tejido que necesita para salvar su vida.

## Temporada 4: El Diplomático
En 2154, Archer ayudó a una facción de vulcanos llamados los Sirranitas a luchar contra el opresivo gobierno de vulcano que se había desviado de las enseñanzas de Surak. Durante este incidente, fue el receptor del katra, o el espíritu viviente, del fenomenal filósofo y padre de la lógica vulcana Surak. 
El katra fue trasplantado a un sacerdote vulcano después, sin dañar a Archer. Al hacer este proceso, se convirtió en el primer humano conocido en practicar una Fusión Mental. Desde aquella experiencia, Archer uso ese conocimiento por lo menos una vez, para ayudar a la Comandante T'Pol en como dirigir su primera Fusión Mental, adquiriendo así la información sobre quién capturó al doctor Phlox. (como pudimos ver en el episodio 15 de la 4.ª temporada, "Affliction").
El capitán Archer también estuvo involucrado en uno de los primeros, y tal vez uno de los más importantes, tratados hasta la fecha, al pedir al Gral, el embajador Tellarita, que le acompañase a las negociaciones entre Tellaritas y Andorianos en Babel. Durante el camino, se encuentra con el Andoriano Shran, un amigo / enemigo / aliado de mucho tiempo del capitán. Durante su estancia, los Romulanos atacan encubiertamente a Andorianos y Tellaritas y causan que la frágil alianza llegue a un fin. En la confusión, un Tellarita mata a la compañera de Shran, Talas. Shran reta al Tellarita que mató a su compañera a un duelo a muerte, siguiendo una antigua tradición Andoriana. 
Archer decide ejercer el derecho de sustitución del Tellarita en el combate contra Shran. Durante la pelea, Shran es incapacitado por Archer y el reto se cancela con lo que la alianza se mantiene. 
T'Pol propone formar una red de detección de 128 naves para encontrar a la nave Romulana. Archer convence a Andorianos, Tellaritas y Vulcanos a que sumen sus naves a las de la Flota Estelar para formar la red. Gracias a estas acciones Archer adquiere la credibilidad que necesitaba para ayudar a fundar lo que sería luego la Federación de Planetas Unidos en el año 2161. Dicho acuerdo fue ratificado en un primer momento por Andorianos, Humanos, Tellaritas y Vulcanos.

## Recepción
En 2019, Vulture clasificó al Capitán Archer como el octavo capitán de Star Trek según su criterio de selección, una combinación de competencia y estilo de gestión.  Señalan que Archer está interesado en la exploración, pero que también tiene una actitud relajada y que también le gusta pasar tiempo con amigos y su perro mascota.  Space.com calificó a Archer como el sexto mejor capitán de Star Trek.  The Washington Post clasificó a Archer como el séptimo mejor Capitán de Star Trek. 
Screen Rant calificó a Archer como el cuarto mejor capitán, señalando que tuvo que ser pionero en el espacio sin el beneficio de las instituciones que ayudó a crear, y destacó su capacidad para asumir desafíos.  CBR clasificó a Archer como el quinto mejor miembro de la Flota Estelar 2018, entre Spock (n.° 6) y Captain Janeway (n.° 4) en su ranking. 
En 2018, The Wrap clasificó a Archer como el 29.º mejor personaje principal del reparto de Star Trek en general.  En 2016, el Capitán Archer fue clasificado como el noveno personaje más importante de la Flota Estelar dentro del universo de Star Trek por Wired.